# Хасон Реддік
Хасон Самір Реддік (народився 22 вересня 1994) — американський футбольний захисник команди «Філадельфія Іглс» Національної футбольної ліги (НФЛ). Він грав у коледж-футбол у Темплі та був обраний до команди «Аризона Кардиналс» у першому раунді відбору НФЛ 2017 року.

## Перші роки
Реддік відвідував середню школу Хеддон-Гайтс в Нью-Джерсі. Він грав на захисті та ранінгбеку в футбольній команді старших класів Гарнетс. Через травму (перелом стегнової кістки), він зіграв лише в чотирьох іграх свого останнього сезону.

## Кар'єра в університеті
У 2012 році Реддік приєднався до футбольної команди Університету Темпл. На першому курсі він був біг-беком. У 2013 році зіграв свою першу гру. Будучи досвідченим гравцем, у 2016 році, його іменували як All- AAC після того, як зробив 65 підборів і вдало провів 10,5 мішків у захисті.

## Професійна кар'єра
14 листопада 2016 року було оголошено, що Реддік прийняв запрошення зіграти в Senior Bowl 2017. Під час Senior Bowl його перевели на посаду внутрішнього захисника, і він вразив представників команди та скаутів після відмінних результатів на тренуваннях. 28 січня 2017 року Реддік зафіксував рекордну кількість комбінованих відборів, зрівнявшись із Беном Гедеоном із Мічигану, коли грав за команду «Північ» головного тренера «Чикаго Берз» Джона Фокса, яка програла «Південь» з рахунком 16-15. Його результати на Senior Bowl значно покращили його драфтовий запас і зробили його одним із тих, хто найшвидше піднявся в процесі драфту, пройшовши шлях від незрозумілого потенційного потенційного 100 потенційних клієнтів до 20 найкращих. Він отримав запрошення до НФЛ Скаутинг Комбайн як захисник і виконав усі необхідні вправи. Стрибок у довжину 11'1" Реддіка був найкращим серед захисників з 2003 року, а його 4,52 у бігу на 40 ярдів був найкращим серед захисників на драфті та другим найкращим серед захисників. Він також відвідав Temple's Pro Day і вирішив бігати лише човник, три конуси та виконувати позиційні вправи. Експерти та аналітики драфту НФЛ прогнозували, що Реддік буде обраним у першому раунді. ESPN назвав його найкращим захисником драфту, другим найкращим захисником Sports Illustrated, найкращим зовнішнім захисником за версією NFLDraftScout.com і другим найкращим захисником за версією медіа-аналітика НФЛ Майка Мейока.
 Шаблон:NFL predraft

### «Arizona Cardinals»
«Arizona Cardinals» вибрали Реддіка в першому раунді (загалом 13-му) драфту НФЛ 2017. Він був першим півзахисником, якого обрали у 2017 році, і одним із трьох гравців «Темпл» разом із Діоном Докінзом і Нейтом Херстоном. Реддік також випередив Пола Палмера і став другим найкращим гравцем «Темпл» в історії, поступившись лише Джону Ріенстрі, який був обраний Піттсбург Стілерз дев'ятим загальним вибором на драфті НФЛ 1986 р.
 
8 червня 2017 року «Аризона Кардиналс» підписали контракт із Хасоном Реддіком на суму 13,4 мільйона доларів (тривалість чотири роки) з підтвердженим бонусом за підписання у розмірі 7,94 мільйона доларів.
Під час тренувального табору Реддік змагався за місце основного захисника проти Деоне Буканнона, Карлоса Денсбі та Завіара Гудена. Він грав на позиції гібридного внутрішнього півзахисника після того, як Буканнон отримав травму щиколотки та пропустив більшу частину тренувального табору. Головний тренер Брюс Аріанс назвав його резервним «грошим» півзахисником за Бьюкенноном.
Він дебютував у професійному регулярному сезоні та вперше стартував під час відкриття сезону «Аризона Кардіналс» проти «Детройт Лайонс» і записав рекорд сезону вісім комбінованих відборів у їхній поразці з рахунком 35-23.
У 2018 році Реддік зіграв у 16 іграх з 12 стартів, фінішувавши третім гравцем у команді з 80 відборами.

#### Сезон 2020 року
Із травня 2020 року «Кардинали» відхилили п'ятирічний варіант контракту Реддіка, зробивши його агентом (представником) у 2021 році. На 6-му тижні проти Dallas Cowboys на Monday Night Football Реддік забив два голи на Енді Далтона під час перемоги 38–10. На 14-му тижні проти " Нью-Йорк Джайентс " Реддік забив п'ять голів, 3 вимушені помилки під час матчового результату 26–7. Це був рекорд франшизи Arizona Cardinals, і його загальна кількість звільнених за сезон досягла 10,0. Реддік був названий найкращим захисним гравцем тижня NFC за свою гру на 14-му тижні. На 16-му тижні проти «Сан-Франциско 49ерс» Реддік записав 1,5 сака на Сі Джея Бітарда, включно зі стрип-секом, який було вилучено Кардиналами під час поразки 20–12.

### Carolina Panthers

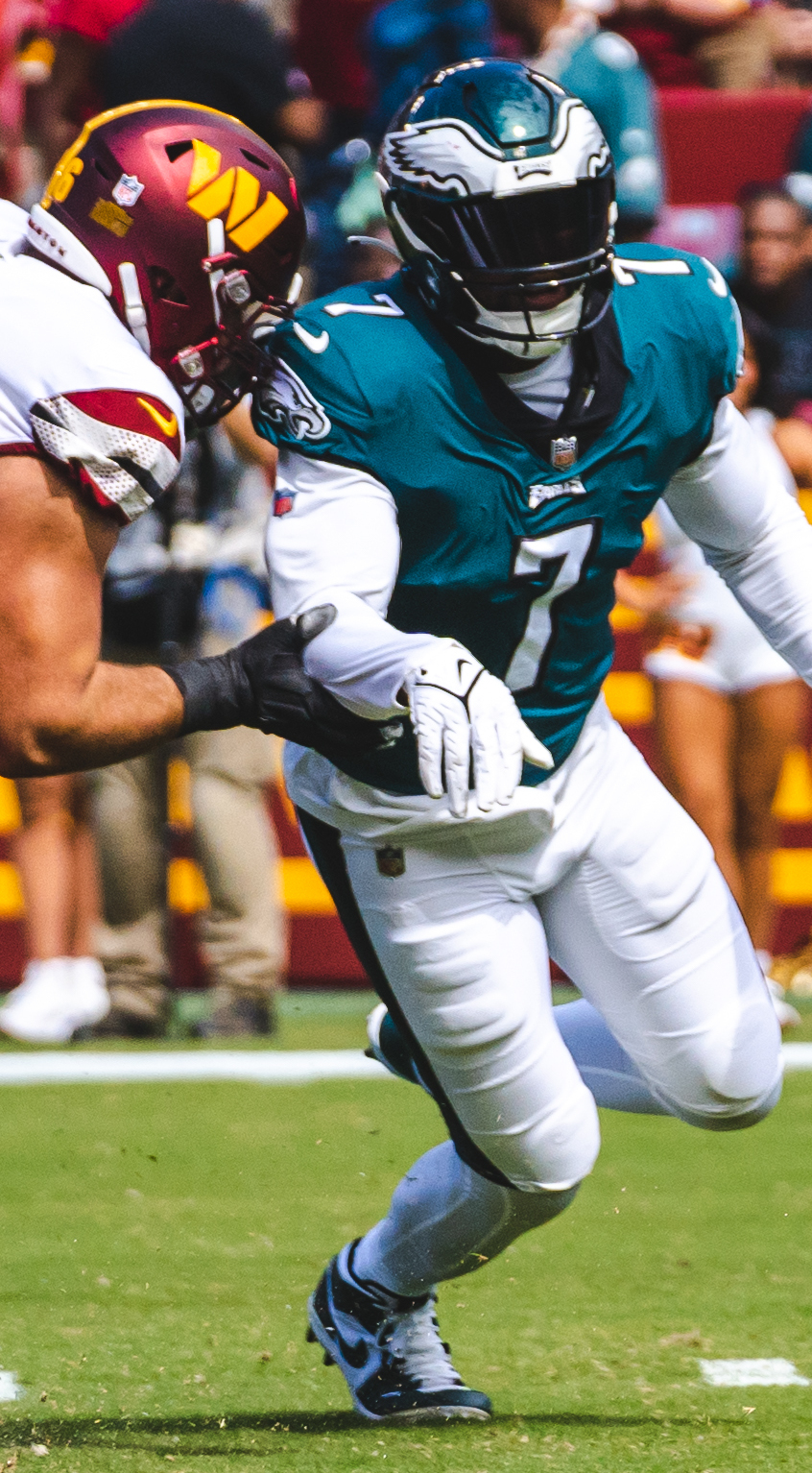
Реддік в «Іглз» у 2022 році

18 березня 2021 року Реддік підписав однорічний контракт із командою «Кароліною Пантерз», закріпившись за головним тренером Меттом Рулом, який посилено тренував його в лізі «Темпл».

### Філадельфія Іглз
16 березня 2022 року Реддік підписав трирічний контракт із клубом «Філадельфія Іглз» на суму 45 мільйонів доларів. На 3-му тижні проти Washington Commanders Реддік креативно переміг в турах 1,5 голів, включаючи вимушений фамбл у перемозі 24-8. Під час матчу NFC Championship 2022 Реддік забив 2 голи та зкооперувався із захисником «Сан-Франциско 49-ті» Брока Перді та нанести вирішальний, ключовий удар.

## Статистика кар'єри в футбольніНФЛ
| Історія      | Історія            |
| ------------ | ------------------ |
| Найменування | Кар'єрне зростання |

### Регулярний сезон
| Year   | Team   | Games | Games | Tackles | Tackles | Tackles | Tackles | Tackles | Tackles | Interceptions | Interceptions | Interceptions | Interceptions | Interceptions | Fumbles | Fumbles | Fumbles | Fumbles |
| Year   | Team   | GP    | GS    | Comb    | Solo    | Ast     | TFL     | Sack    | Sfty    | Int           | Yds           | Lng           | TD            | PD            | FF      | FR      | Yds     | TD      |
| ------ | ------ | ----- | ----- | ------- | ------- | ------- | ------- | ------- | ------- | ------------- | ------------- | ------------- | ------------- | ------------- | ------- | ------- | ------- | ------- |
| 2017   | ARI    | 16    | 3     | 36      | 23      | 13      | 4       | 2.5     | 0       | 0             | 0             | 0             | 0             | 0             | 2       | 0       | 0       | 0       |
| 2018   | ARI    | 16    | 12    | 80      | 53      | 27      | 8       | 4.0     | 0       | 0             | 0             | 0             | 0             | 5             | 1       | 0       | 0       | 0       |
| 2019   | ARI    | 16    | 5     | 76      | 43      | 33      | 6       | 1.0     | 0       | 0             | 0             | 0             | 0             | 6             | 0       | 1       | 3       | 0       |
| 2020   | ARI    | 16    | 11    | 63      | 43      | 20      | 15      | 12.5    | 0       | 0             | 0             | 0             | 0             | 4             | 6       | 0       | 0       | 0       |
| 2021   | CAR    | 16    | 16    | 68      | 37      | 31      | 12      | 11.0    | 0       | 0             | 0             | 0             | 0             | 0             | 2       | 1       | 22      | 0       |
| 2022   | PHI    | 17    | 17    | 49      | 35      | 14      | 11      | 16.0    | 0       | 0             | 0             | 0             | 0             | 3             | 5       | 3       | 1       | 0       |
| Career | Career | 97    | 64    | 372     | 234     | 138     | 56      | 47.0    | 0       | 0             | 0             | 0             | 0             | 18            | 16      | 5       | 26      | 0       |

### Постсезон
| рік      | Команда | Ігри | Ігри | снасті | снасті | снасті | снасті | снасті | снасті | Перехоплення | Перехоплення | Перехоплення | Перехоплення | Перехоплення | Перехоплення | мацає | мацає | мацає | мацає |
| рік      | Команда | GP   | GS   | Cmb    | Соло   | Аст    | TFL    | Sck    | Sfty   | PD           | Міжн         | ярдів        | Середнє      | Lng          | TD           | FF    | FR    | ярдів | TD    |
| -------- | ------- | ---- | ---- | ------ | ------ | ------ | ------ | ------ | ------ | ------------ | ------------ | ------------ | ------------ | ------------ | ------------ | ----- | ----- | ----- | ----- |
| 2022 рік | PHI     | 2    | 2    | 8      | 6      | 2      | 2      | 3.5    | 0      | 0            | 0            | 0            | 0            | 0            | 0            | 1     | 1     | 0     | 0     |
| Всього   | Всього  | 1    | 1    | 5      | 4      | 1      | 1      | 2      | 0      | 0            | 0            | 0            | 0            | 0            | 0            | 1     | 0     | 0     | 0     |

## Особисте
У 2022 році Реддік провів останню гру в різдвяному синглі A Philly Special Christmas.